# Souris (Dakota del Norte)
Souris es una ciudad ubicada en el condado de Bottineau en el estado estadounidense de Dakota del Norte. En el censo de 2010 tenía una población de 58 habitantes y una densidad poblacional de 219,55 personas por km².

## Geografía
Souris se encuentra ubicada en las coordenadas 48°54′36″N 100°40′57″O / 48.91000, -100.68250. Según la Oficina del Censo de los Estados Unidos, Souris tiene una superficie total de 0.26 km², de la cual 0.26 km² corresponden a tierra firme y (0%) 0 km² es agua.

## Demografía
Según el censo de 2010, había 58 personas residiendo en Souris. La densidad de población era de 219,55 hab./km². De los 58 habitantes, Souris estaba compuesto por el 96.55% blancos, el 0% eran afroamericanos, el 1.72% eran amerindios, el 0% eran asiáticos, el 0% eran isleños del Pacífico, el 0% eran de otras razas y el 1.72% pertenecían a dos o más razas. Del total de la población el 0% eran hispanos o latinos de cualquier raza.